# Íránsko-izraelský konflikt (2024)
Íránsko-izraelský konflikt je probíhající vojenský konflikt na Blízkém východě, který začal 1. dubna 2024, kdy Izrael vybombardoval budovu íránského konzulátu v syrském Damašku a zabil několik příslušníků Íránských revolučních gard. V reakci na to Írán a jeho spojenci 13. dubna zaútočili na Izrael. Přímému konfliktu mezi oběma zeměmi předcházel zástupný konflikt.

## Pozadí
Po íránské islámské revoluci v roce 1979 zaujal Írán k Izraeli kritičtější postoj a během první libanonské války vypukl mezi oběma zeměmi zástupný konflikt, kdy Írán podporoval libanonské ší'itské a palestinské organizace. Írán začal získávat moc a vliv u dalších zemí a organizací. Konflikt byl doprovázen izraelskými pokusy zastavit íránský jaderný program a konfrontacemi během občanské války v Sýrii.

### Napětí během války Izraele s Hamásem
Dne 7. října 2023 palestinská militantní skupina Hamás, částečně financovaná Íránem, zaútočila na Izrael, v důsledku čehož zahynulo téměř 1 200 osob a vypukla válka Izraele s Hamásem. Do války se zapojila také libanonská organizace Hizballáh, jež je plně financovaná Íránem. Po vypuknutí války začal Izrael častěji útočit na íránské a zástupné jednotky v Sýrii. V následujících měsících vzrostly obavy z regionální války.
Na konci prosince byl při cíleném izraelském náletu zabit Rází Músaví. Od atentátu na Kásima Sulejmáního v roce 2020 až po smrt Mohammada Rezy Zahedího v roce 2024 se jednalo o smrt nejvýše postaveného íránského představitele.
Dne 20. ledna 2024 bylo při izraelském náletu v Damašku zabito nejméně 5 íránských vojenských poradců.

## Časová osa

### Izraelský útok na íránský konzulát (1. duben)
Dne 1. dubna provedl Izrael útok na budovu íránského konzulátu v syrském Damašku. Při útoku zahynulo 16 osob, mezi kterými byl také Mohammad Rezá Zahedí, velitel jednotek Quds. Podle některých zdrojů se v budově v době útoku odehrávala schůzka mezi íránskými představiteli a palestinskými militantními vůdci.

### Izraelské přípravy na odvetný útok (2. duben – 12. duben)
V reakci na izraelský útok na konzulát Írán uvedl, že provede odvetu. Některá média informovala, že zaútočí přímo na území Izraele. Izrael proto zrušil GPS signál a evakuoval své velvyslance po celém světě. Mimo jiné bylo na obranu Izraele nasazeno francouzské námořnictvo.

### Zadržení lodi MSC Aries (13. duben)
Dne 13. dubna 2024 Írán zadržel kontejnerovou loď MSC Aries, kterou vlastní společnost Gortal Shipping, jež ji pronajímá společnosti Mediterranean Shipping Company (MSC). Společnost Gortal Shipping je spojena se společností Zodiac Maritime, jejíž velký podíl vlastní izraelský podnikatel Ejal Ofer. Loď byla obsazena íránským komandem v Hormuzském průlivu v mezinárodních vodách poblíž pobřeží Spojených arabských emirátů. V návaznosti na tento incident Izrael vyzval Evropskou unii, aby na Íránské revoluční gardy uvalila sankce.

### Útok na Izrael (13. duben – 14. duben)
K zahájení útoku došlo ve 21:30 středoevropského času (22:30 izraelského času, 23:00 íránského času), kdy Írán, Hútíové, Islámský odpor v Iráku a organizace Badr zaútočili přibližně 300 bezpilotními letouny a několika balistickými raketami na Izrael. Na obraně Izraele se podílely Spojené státy americké, Spojené království a Jordánsko, kterým se podařilo zničit více než 100 bezpilotních letounů. Podle Izraelských obranných sil se podařilo s pomocí spojenců zlikvidovat 99 % raket a bezpilotních letounů. Několik málo raket poškodilo letecké základy Nevatim a Ramon. Zraněno bylo 33 civilistů.

### Zvýšené napětí (14. duben – 19. duben)
Spojené státy prohlásily, že se do odvetného útoku na Írán nezúčastní. Írán pohrozil, že pokud Izrael podnikne odvetu, zaútočí znova a ještě silněji. Izrael uvedl, že útok si zaslouží reakci. Spojené státy požádali Izrael o zdrženlivost, zatímco válečná vláda Izraele diskutovala o rozsahu reakce. Izrael byl kvůli konfliktu nucen odložit plán na zahájení ofenzívy v Rafahu v Pásmu Gazy.
V následujících dnech válečná vláda diskutovala o vojenském a diplomatickém řešení, přičemž rozhodování ovlivnilo mezinárodní společenství, které požadovalo deeskalaci situace. Dne 18. dubna bylo oznámeno, že Spojené státy schválily operaci v Rafahu výměnou za to, že Izrael neprovede odvetu. USA a EU zpřísnily sankce vůči Íránu.
Izrael nakonec podnikl 19. dubna brzy ráno omezený útok malými drony na leteckou základnu poblíž íránského města Isfahán.

### Atentát na představitele Hamásu v Teheránu (31. červenec)
K nové eskalaci došlo dne 31. července 2024 poté, co byl při bombovém útoku v íránském Teheránu zabit šéf politického křídla Hamásu a bývalý premiér Palestinské autonomie Ismáíl Haníja. Írán slíbil Izraeli za atentát na své půdě odvetu. Různí političtí představitelé Západu varovali před další eskalací, která by mohla vést k regionální válce. Izrael deklaroval, že pokud Írán provede útok, odpoví ničivějším útokem. Představitelé USA slíbili Izraeli v případě napadení vojenskou obrannou podporu. Současně ale volali po diplomatické deeskalaci konfliktu.
Podle interních zdrojů byl Írán ze strany USA intenzivně vyzýván k přehodnocení rozsahu vojenské odvety. Administrativa prezidenta Joea Bidena podle nich zapojila diplomatické kanály a přiměla blízkovýchodní spojence naléhat na Teherán, aby si odvetu rozmyslel. Podle exilové íránské televizní stanice navíc íránský prezident Masúd Pezeškján požádal nejvyššího duchovního vůdce Alího Chameneího, aby se vyhnul přímému útoku na Izrael. Izraelská tajná služba se ovšem podle serveru Axios přesto domnívala, že Írán na Izrael zaútočí pravděpodobně do poloviny srpna. USA současně posílila a vystřídala svou vojenskou techniku v oblasti (letadlovou loď se stíhacími letouny a např. ponorku). Írán následně vydal prohlášení, ve kterém útok odložil až po případném neúspěchu srpnových jednání o příměří v Pásmu Gazy. Americký prezident Biden následně veřejně sdělil, že odvetě Íránu může být zabráněno, pokud dojde k přijetí dohody o příměří mezi Izraelem a Hamásem.

### Odveta za zabití představitelů Hizballáhu a invazi do Libanonu (přelom září a října)
Poté, co Izrael na konci září 2024 provedl vzdušný útok na hlavní ústředí Hizballáhu, při kterém zabil Hasana Nasralláha, a následně na začátku října spustil invazi do Libanonu, Írán provedl odvetu. Podle Íránských revolučních gard došlo k odpálení desítek raket na Izrael. Izraelská armáda tvrdila, že celkově šlo o 180 raket. Útok si vyžádal jen dvě lehká zranění. Diplomacie Spojených států amerických následně vyjednávala s Izraelem o deeskalaci konfliktu a možném rozsahu odvety. USA posílily obranu Izraele vysláním systému protivzdušné obrany THAAD. Izrael se následně zaručil, že nezaútočí na íránská jaderná a ropná zařízení.
V září 2024 izraelské bezpečnostní složky zatkly sedm židovských Izraelců, kteří měli provádět špionáž pro Írán. Všichni původně pocházeli z Ázerbájdžánu a měli splnit stovky úkolů. Dvě zatčené osoby byly nezletilé. Špionáž měli vykonávat pro peněžní odměnu. Od září do října 2024 mělo být odhaleno pět skupin vykonávajících špionážní činnost. V říjnu byla odhalena první, jejíž primární motivací nebyly peníze, ale politický cíl poškození Izraele. Šlo o sedm maldých arabských Izraelců z Východního Jeruzaléma. Byli naverbováni, aby zabili izraelské jaderné vědce a starostu jednoho města. Mezi dalšími úkoly mělo být vytváření protestních graffiti, fotografování různých objektů nebo nákup zbraní.
Izraelští politici obvinili Írán ze zapojení do říjnového útoku Hizballáhu na dům premiéra Netanjahua ve městě Caesarea. Írán své zapojení popřel.
Rozvědce Spojených států amerických unikly 20. října 2024 přísně tajné dokumenty popisující plány Izraele na útok na Írán. Dokumenty, které se objevily na síti Telegram, odhalily probíhající cvičení izraelské armády i změny rozmístění raket. Únik byl následně vyšetřován.
Izraelská odveta přišla v noci na 26. října 2024. Podle Izraele šlo o cílené údery na vojenské cíle v metropolitní oblasti Teheránu, ale také v syrském Damašku. Podle Íránu byl útok „neškodný“, přesto ale slíbil další odvetu. Podle analýz satelitních snímků zveřejněných společností Planet Labs Izrael při útocích zničil zařízení na výrobu paliva pro balistické rakety. Teherán jimi zásoboval libanonské hnutí Hizballáh, jemenské povstalce, ale také ruskou armádu. Současně Izrael zlikvidovat také všechny íránské systémy S-300.

### Izraelský útok na íránský jaderný program (červen 2025)
Konflikt byl znovu eskalován 13. června 2025, kdy Izrael provedl letecké útoky na cíle spojené s íránským jaderným a balistickým programem.